# Мария Луиза Гонзага-Невер
Мария Луиза Гонзага-Невер (на италиански: Maria Luisa di Gonzaga-Nevers), известна в Полша като Людвика Мария Гонзага де Невер (на полски: Ludwika Maria Gonzaga de Nevers; * 18 август 1611, Париж или Невер, Кралство Франция; † 10 май 1667, Варшава, Жечпосполита), е принцеса от италианския род Гонзага и чрез браковете си с двама полски крале – Владислав IV Васа и Ян II Кажимеж кралица на Полша (1644 – 1667), велика княгиня на Литва, също така до 1660 г. титулярна кралица на Швеция.

## Произход
Тя е дъщеря на Карло I Гонзага-Невер (1580 – 1637), херцог на Невер, Ретел (1595 – 1637), Мантуа и на Монферат (1630 – 1637), и на неговата съпруга Катерина Лотарингска-Майен-Гиз (* 1585; † 1618). Има трима братя и две сестри:
- Франческо (1606 – 1622), наследствен принц;
- Карло II (1609 – 1631), херцог на Невер и Ретел, съпруг на Мария Гонзага
- Фердинандо († 1632), херцог на Майен и на Егийон;
- Бенедета († 1637), монахиня;
- Анна Мария (1616 – 1684), пфалцграфиня на Зимерн като съпруга на Едуард фон дер Пфалц

## Биография
След като прекарва младостта си с майка си, Мария Луиза трябва да се омъжи за принц Гастон Орлеански през 1627 г., но френският крал Луи XIII се противопоставя на брака и впоследствие я затваря в крепостта на замъка Венсен и след това в манастир.
Първото му предложение за брак към полския крал Владислав IV Васа е направено през 1634 г., но в крайна сметка Владислав се жени за Цецилия Рената Австрийска. През 1640 г. Мария Луиза се запознава с брата на Ладислав Ян Кажимеж и отваря свой собствен литературен салон в Париж. Цецилия Рената умира през 1644 г. и на 5 ноември 1645 г. Мария Луиза се омъжва за Ладислав IV чрез пълномощник (Ян Кажимеж представлява брат си). Тя трябва да промени името си на Людвика Мария, защото според полската традиция „Мария“ като първо име е запазено изключително за Богородица и не може да се използва от кралица. Действителният брак между Луиза Мария и Ладислав IV е отпразнуван във Варшава на 10 март 1646 г. Двамата нямат деца. Две години по-късно, на 20 май 1648 г. Ладислав IV умира. Брат му Ян Кажимеж е избран за крал на Полша и тя се омъжва за него на 30 май 1649 г. От втория си брак има две деца, които умират млади.
Умира във Варшава на 10 май 1667 г. на 55 г. и е погребана във Вавелската катедрала в Краков. Ян Кажимеж абдикира от полския трон на следващата година.
Тя е запомнена в хрониките от онова време като активна и енергична жена, с амбициозни политически и икономически планове. Полската аристокрация е многократно скандализирана от намесата ѝ в държавните дела, но въпреки това тя изиграва значителна роля в потискането на шведските сили по време на сблъсъците, възникнали по време на управлението на двамата ѝ съпрузи. Тя също така основава първия полски вестник Merkuriusz Polski през 1652 г. и първия полски манастир на ордена на Визитантките (1654 г.).